# Merulana boydensis
Merulana boydensis är en kräftdjursart som beskrevs av Lewis1998. Merulana boydensis ingår i släktet Merulana och familjen Armadillidae. Inga underarter finns listade i Catalogue of Life.